# Stelis nitens
Stelis nitens är en orkidéart som beskrevs av Heinrich Gustav Reichenbach. Stelis nitens ingår i släktet Stelis och familjen orkidéer. Inga underarter finns listade i Catalogue of Life.